# الجملة (الجيزة)
قرية الجملة هي إحدى القرى التابعة لمركز العياط في محافظة الجيزة في جمهورية مصر العربية. حسب إحصاءات سنة 2006، بلغ إجمالي السكان في الجملة 8021 نسمة، منهم 4122 رجل و3899 امرأة.